# Чограйське водосховище
45°30′00″ пн. ш. 44°40′18″ сх. д. / 45.5° пн. ш. 44.671666666667° сх. д.
Чограйське водосховище (рос. Чограйское водохранилище) — водосховище на півдні Європейської частини Росії, на межі Ставропольського краю і Республіки Калмикія Росії. Висота дзеркала водосховища над рівнем моря (на момент складання топографічних карт) становила 24,2 м. Водосховище здано в експлуатацію в 1969 році; заповнення до проектного рівня закінчено в 1973 році. Проектний стандартний підпірних рівень водосховища становив 23,8 м, при цьому рівні загальний обсяг водосховища становив 0,72 км³, корисний об'єм — 0,67 км³, площа дзеркала — 193 км², довжина водосховища була 48,8 км, максимальна ширина — до 9 км, середня глибина — 3,6 м. На початок ХХІ сторіччя рівень водосховища нижче нормального проектного рівня, площа дзеркала скоротилася до 130,4 км², а корисний об'єм скоротився понад удвічі — до 0,28 км³. Площа поверхні при НПР — 193 км.
Водосховище забезпечує розвиток меліорації, зрошуваного землеробства і обводнення пасовищ. На території Калмикії з початку 1970-х років експлуатується Чорноземельська зрошувально-обводнювальна система. Крім того, водосховище служить джерелом питного водопостачання населення Іки-Бурульського, Приютненського районів Калмикії і міста Еліста.

## Фізико-географічна характеристика
Розташоване у Кумо-Маницькій западині, у долині річки Східний Манич. Утворено в результаті спорудження земляної греблі довжиною 9850 метрів і шириною 8 метрів.
Водосховище має острови, мілководдя, очеретяні зарості. Ширина водосховища коливається від 1 до 5 км. Глибина від 0,3-0,5 до 2,0-5,0 м. Мілководдя займають до 60 % акваторії.

## Гідрологія
Основне гарантоване джерело водопостачання — води басейнів Терека і Куми, що надходять по Терсько-Кумському і Кумо-Маницькому каналах. Загальне питоме водопостачання досягає 60 м/с³. Також частково водосховище поповнюється місцевим стоком зі сточища річки Східний Манич
З водосховища надходить самопливом у Чорноземельський магістральний канал, звідти у міжгосподарські розподільники.
Незважаючи на зарегульованість водосховища, у посушливі роки відбувається зниження рівня води.

## Фауна
Водоймище має велике рибопромислове значення. Домінують за чисельністю срібний карась, окунь, сазан, лящ, густера і краснопірка. Рідкісними для водойми є лин, золотий карась, сом.
Водосховище використовується для гніздування поруч птахів, занесених до Червоної книги Росії, серед них: кучерявий пелікан, рожевий пелікан, колпиця, каравайка, чорноголовий реготун тощо.